# تصفيات بطولة أمم أوروبا 2012 المجموعة أ

تظهر هذه الصفحة ترتيب ونتائج المجموعة أ من مسابقة تصفيات بطولة أمم أوروبا لكرة القدم 2012.

## الترتيب
| م | الفريق    | لعب | ف  | ت | خ | أ.له | أ.ع | أ.ف | نقاط | التأهل                   |     | ألمانيا | تركيا | بلجيكا | النمسا | أذربيجان | كازاخستان |
| - | --------- | --- | -- | - | - | ---- | --- | --- | ---- | ------------------------ | --- | ------- | ----- | ------ | ------ | -------- | --------- |
| 1 | ألمانيا   | 10  | 10 | 0 | 0 | 34   | 7   | +27 | 30   | التأهل للمسابقة النهائية |     | —       | 3–0   | 3–1    | 6–2    | 6–1      | 4–0       |
| 2 | تركيا     | 10  | 5  | 2 | 3 | 13   | 11  | +2  | 17   | التقدم للمباريات الفاصلة |     | 1–3     | —     | 3–2    | 2–0    | 1–0      | 2–1       |
| 3 | بلجيكا    | 10  | 4  | 3 | 3 | 21   | 15  | +6  | 15   |                          |     | 0–1     | 1–1   | —      | 4–4    | 4–1      | 4–1       |
| 4 | النمسا    | 10  | 3  | 3 | 4 | 16   | 17  | −1  | 12   |                          | 1–2 | 0–0     | 0–2   | —      | 3–0    | 2–0      |           |
| 5 | أذربيجان  | 10  | 2  | 1 | 7 | 10   | 26  | −16 | 7    |                          | 1–3 | 1–0     | 1–1   | 1–4    | —      | 3–2      |           |
| 6 | كازاخستان | 10  | 1  | 1 | 8 | 6    | 24  | −18 | 4    |                          | 0–3 | 0–3     | 0–2   | 0–0    | 2–1    | —        |           |

## المباريات
تتم التفاوض حول مباريات المجموعة أ بين المشاركين في اجتماع عقد في فرانكفورت، ألمانيا، يومي 21 و22 فبراير 2010.
| كازاخستان | 0–3   | تركيا                          |
| --------- | ----- | ------------------------------ |
|           | تقرير | أردا 24' · حميد 26' · نهاد 76' |

| بلجيكا | 0–1   | ألمانيا   |
| ------ | ----- | --------- |
|        | تقرير | كلوزه 51' |

| تركيا                          | 3–2   | بلجيكا             |
| ------------------------------ | ----- | ------------------ |
| حميد 48' · سميح 66' · أردا 78' | تقرير | فان بويتن 28'، 68' |

| النمسا                   | 2–0   | كازاخستان |
| ------------------------ | ----- | --------- |
| لينتس 90+1' · هوفر 90+2' | تقرير |           |

| ألمانيا                                                                               | 6–1   | أذربيجان   |
| ------------------------------------------------------------------------------------- | ----- | ---------- |
| فيسترمان 28' · بودولسكي 45+1' · كلوزه 45+2'، 90+2' · صادقوف 53' (ه.ذ.) · بادشتوبر 86' | تقرير | جوادوف 62' |

| كازاخستان | 0–2   | بلجيكا             |
| --------- | ----- | ------------------ |
|           | تقرير | أوغونجيمي 52'، 70' |

| النمسا                            | 3–0   | أذربيجان |
| --------------------------------- | ----- | -------- |
| برودل 3' · أرناوتوفيتش 53'، 90+2' | تقرير |          |

| ألمانيا                    | 3–0   | تركيا |
| -------------------------- | ----- | ----- |
| كلوزه 42'، 87' · أوزيل 79' | تقرير |       |

| أذربيجان      | 1–0   | تركيا |
| ------------- | ----- | ----- |
| ر. صادقوف 38' | تقرير |       |

| كازاخستان | 0–3   | ألمانيا                              |
| --------- | ----- | ------------------------------------ |
|           | تقرير | كلوزه 48' · غوميز 76' · بودولسكي 85' |

| بلجيكا                                                | 4–4   | النمسا                                         |
| ----------------------------------------------------- | ----- | ---------------------------------------------- |
| فوسن 11' · فيلايني 47' · أوغونجيمي 87' · لومبارتس 89' | تقرير | شيمر 14'، 62' · أرناوتوفيتش 29' · هارنيك 90+3' |

| النمسا | 0–2   | بلجيكا        |
| ------ | ----- | ------------- |
|        | تقرير | فيتسل 6'، 50' |

| ألمانيا                       | 4–0   | كازاخستان |
| ----------------------------- | ----- | --------- |
| كلوزه 3'، 88' · مولر 25'، 43' | تقرير |           |

| تركيا                    | 2–0   | النمسا |
| ------------------------ | ----- | ------ |
| أردا 28' · غوكهان غ. 78' | تقرير |        |

| بلجيكا                                                     | 4–1   | أذربيجان   |
| ---------------------------------------------------------- | ----- | ---------- |
| فيرتونغن 12' · سيمونس 32' (ركلة.) · الشاذلي 45' · فوسن 74' | تقرير | أبيشوف 16' |

| كازاخستان       | 2–1   | أذربيجان   |
| --------------- | ----- | ---------- |
| غريدين 57'، 68' | تقرير | نادروف 63' |

| النمسا             | 1–2   | ألمانيا        |
| ------------------ | ----- | -------------- |
| فريدريش 50' (ه.ذ.) | تقرير | غوميز 44'، 90' |

| بلجيكا       | 1–1   | تركيا    |
| ------------ | ----- | -------- |
| أوغونجيمي 4' | تقرير | براق 22' |

| أذربيجان      | 1–3   | ألمانيا                             |
| ------------- | ----- | ----------------------------------- |
| م. حسينوف 89' | تقرير | أوزيل 30' · غوميز 41' · شورله 90+3' |

| أذربيجان     | 1–1   | بلجيكا             |
| ------------ | ----- | ------------------ |
| ر. علييف 86' | تقرير | سيمونس 55' (ركلة.) |

| تركيا                 | 2–1   | كازاخستان      |
| --------------------- | ----- | -------------- |
| براق 31' · أردا 90+6' | تقرير | كونيسباييف 55' |

| ألمانيا                                                          | 6–2   | النمسا                       |
| ---------------------------------------------------------------- | ----- | ---------------------------- |
| كلوزه 8' · أوزيل 23'، 47' · بودولسكي 28' · شورله 83' · غوتسه 88' | تقرير | أرناوتوفيتش 42' · هارنيك 51' |

| أذربيجان                                       | 3–2   | كازاخستان                        |
| ---------------------------------------------- | ----- | -------------------------------- |
| ر. علييف 53' · شكوروف 62' (ركلة.) · يوادوف 67' | تقرير | أوستابينكو 20' · ييفستيغنييف 77' |

| النمسا | 0–0   | تركيا |
| ------ | ----- | ----- |
|        | تقرير |       |

| أذربيجان   | 1–4   | النمسا                                            |
| ---------- | ----- | ------------------------------------------------- |
| نادروف 74' | تقرير | إيفانشيتز 34' · يانكو 52'، 62' · يونوزوفيتش 90+1' |

| تركيا     | 1–3   | ألمانيا                                        |
| --------- | ----- | ---------------------------------------------- |
| هاكان 79' | تقرير | غوميز 35' · مولر 66' · شفاينشتايغر 86' (ركلة.) |

| بلجيكا                                                        | 4–1   | كازاخستان             |
| ------------------------------------------------------------- | ----- | --------------------- |
| سيمونس 40' (ركلة.) · هازارد 43' · كومباني 49' · أوغونجيمي 84' | تقرير | نوردولتوف 86' (ركلة.) |

| كازاخستان | 0–0   | النمسا |
| --------- | ----- | ------ |
|           | تقرير |        |

| ألمانيا                           | 3–1   | بلجيكا      |
| --------------------------------- | ----- | ----------- |
| أوزيل 30' · شورله 33' · غوميز 48' | تقرير | فيلايني 86' |

| تركيا    | 1–0   | أذربيجان |
| -------- | ----- | -------- |
| براق 60' | تقرير |          |

## مسجلي الأهداف
9 أهداف
- ميروسلاف كلوزه

6 أهداف
- ماريو غوميز

5 أهداف
| - مسعود أوزيل | - مارفين أوغونجيمي |  |

4 أهداف
| - ماركو أرناوتوفيتش | - أردا توران |  |

3 أهداف
| - تيمي سيمونس - لوكاس بودولسكي | - توماس مولر - أندريه شورله | - براق يلماز |

هدفين
| - مارتن هارنيك - مارك يانكو - فرانتس شيمر - رؤوف علييف | - واقف جوادوف - وقار نادروف - مروان فيلايني - دانييل فان بويتن | - جيلي فوسن - أكسيل فيتسل - سيرغي غريدين - حميد ألتينتوب |

هدف واحد
| - إرفين هوفر - أندرياس إيفانشيتز - زلاتكو يونوزوفيتش - رولاند لينتس - سباستيان برودل - رسلان أبيشوف - مراد حسينوف - رشاد صادقوف - ماهر شكوروف | - ناصر الشاذلي - إدين هازارد - فينسنت كومباني - نيكولاس لومبارتس - يان فيرتونغن - هولغر بادشتوبر - ماريو غوتسه - باستيان شفاينشتايغر - هايكو فيسترمان | - أولان كونيسباييف - خيرت نوردولتوف - سيرغي أوستابينكو - فيتالي ييفستيغنييف - هاكان بالتا - غوكهان غونول - نهاد قهوجي - سميح شنتورك |

هدف ذاتي واحد
| - رشاد صادقوف (لعب ضد ألمانيا) | - آرنه فريدريش (لعب ضد النمسا) |  |

## الحضور
| فرق       | الأعلى | الأدنى | المجموع | المتوسط |
| --------- | ------ | ------ | ------- | ------- |
| النمسا    | 47,500 | 22,500 | 189,000 | 37,800  |
| أذربيجان  | 29,858 | 6,000  | 83,770  | 16,754  |
| بلجيكا    | 44,185 | 24,231 | 174,285 | 34,857  |
| ألمانيا   | 74,244 | 43,751 | 267,640 | 53,528  |
| كازاخستان | 18,000 | 8,500  | 63,300  | 12,660  |
| تركيا     | 49,532 | 32,174 | 213,420 | 42,684  |